# Henry Parland

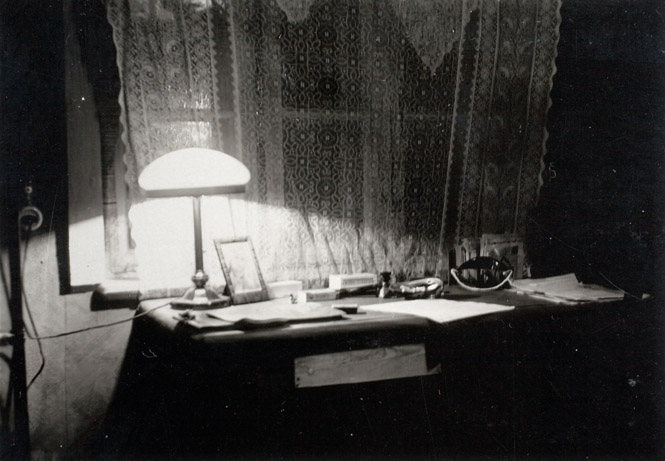
Henry parlands skrivbord, bild från SLS arkiv - SLSA945.

Henry George William Parland, född 29 juli 1908 i Viborg, Storfurstendömet Finland, död 10 november 1930 i Kaunas, Litauen, var en finlandssvensk poet, romanförfattare och kulturjournalist i finlandssvensk och litauisk press.

## Liv
Släkten Parland, ursprungligen McFarlaine, anses härstamma från Skottland. Henry Parlands far var ingenjör vid den ryska järnvägen och kom genom järnvägsnätets utbyggnad att resa runt i tjänsten i dåtidens Tsarryssland. Familjen bosatte sig i Tikkala i Finland. Henry Parland var den äldste i en brödraskara på fyra, varav tre kom att bli författare. De andra var Oscar Parland och Ralf Parland.
Henry Parland gick som fjortonåring i svensk skola i Grankulla, nära Helsingfors. Han visade tidigt intresse för konst och skrivande och kom att ingå i en krets med poeten Gunnar Björling som centralfigur. Parland flyttade även in hos Björling och levde av allt att döma ett utsvävande konstnärsliv. Till familjen uppgav Parland att han studerade juridik. Efter att ha kommit ekonomiskt på obestånd genom tecknande av växlar skickades Henry Parland till en onkel – Vasilij Sesemann – i Kaunas, den tidens litauiska huvudstad. Från 1929 hade Henry Parland en sekreterartjänst vid det svenska konsulatet i Kaunas. Han insjuknade i scharlakansfeber året efter, och avled 22 år gammal.

## Språk och skrifter
Svenska beskrivs ibland blott som Parlands fjärdespråk, efter tyska, ryska och finska. Hans stil och ordval framstår som säreget och texterna innehåller en del fullständigt unika ord. Under åren i Helsingfors skrev Parland huvudsakligen lyrik. Vännen Gunnar Björling hjälpte honom med stilistik och stavning.
Till Henry Parlands mest betydande verk hör romanen Sönder (om framkallning av Veloxpapper). Parland påbörjade "Sönder" i november 1929 i Kaunas. Verket utgavs först efter författarens död, första gången 1932 i samlingsvolymen Återsken. Sedan dess har tre delvis olika utgåvor utkommit, på senare tid en utgåva kommenterad av  Per Stam som utkommit två gånger, 2005 och 2014.
2015 påbörjade Svenska litteratursällskapet i Finland arbetet med att ge ut en textkritisk utgåva av alla Henry Parlands Skrifter med Per Stam som huvudredaktör. Fem delar planeras: Dikter, Prosa, Kritik och Korrespondens, samt en digital nyutgåva av romanen Sönder. Parlands arkiv finns hos Svenska litteratursällskapet i Finland.

## Mottagande
Henry Parland räknas som en av de främsta inom modernismen.[källa behövs] Hans författarskap var långt före sin tid och är än i dag levande och aktuellt.
Författaren Gunnar Björling skrev: "Henry Parland kom med en ny generations respektlöshet och raljanta ironi samt skänkte under sin korta levnad impulser och oförglömligt följeskap. Ett ljus tänt i livets fördumningsanstalt!"
Vid Bok- och biblioteksmässan i Göteborg 2005 arrangerades ett seminarium runt Parlands författarskap. Där deltog Stella Parland, författare, litteraturkritiker och släkting till Henry Parland.

### Henry Parlands Skrifter
Arbetet med att ge ut en ny vetenskaplig och kommenterad utgåva Henry Parlands Skrifter påbörjades av Svenska litteratursällskapet i Finland 2015 och avrundades 2020. Utgåvorna ges ut både i bokform och i digital form.
- 2018 – Dikter. Skrifter utgivna av Svenska litteratursällskapet i Finland 825:1. Stockholm & Helsingfors: Utgivna av Per Stam. ISBN 978-951-583-360-0
- 2019 – Prosa. Skrifter utgivna av Svenska litteratursällskapet i Finland 825:2. Stockholm & Helsingfors: Utgiven av Elisa Veit. ISBN 978-951-583-436-2
- 2019 – Kritik. Skrifter utgivna av Svenska litteratursällskapet i Finland 825:3. Stockholm & Helsingfors: Utgiven av Per Stam. ISBN 978-951-583-474-4
- 2020 – Korrespondens. Skrifter utgivna av Svenska litteratursällskapet i Finland 825:4. Stockholm & Helsingfors: Utgiven av Elisa Veit.
- 2020 – Brev. Skrifter utgivna av Svenska litteratursällskapet i Finland 825:4. Stockholm & Helsingfors: Utgivna av Elisa Veit. ISBN 978-951-583-475-1

### Översättningar
Henry Parlands dikter och prosa har översatts till finska, tyska, litauiska, engelska, ryska, spanska och norska.
- Hamlet sanoi sen kauniimmin. Kootut runot, Brita Polttila (red.), Porvoo: WSOY 1967, 1981.
- (z.B. schreiben wie gerade jetzt). Gedichte, Wolfgang Butt (Übers. und Nachwort), Sammlung Trajekt 17, Helsinki: Otava, Stuttgart: Klett-Cotta 1984.
- Pavasaris Kaune. Eilėraščiai, straipsniai, laiškai, Petras Palilionis (övers. & utg.), Kaunas: Ryto varpas 2004. – Spring in Kaunas. Poems. Articles. Letters. Translator and compiler: Petras Palilionis.
- »Grimaces. Poèmes», Jacques Outin (övers.), Déconstructions, Elena Balzamo (red.), Paris: Belfond 2006.
- Ideals Clearance, Johannes Göransson (övers.), Brooklyn, New York: Ugly Duckling Presse 2007.
- »Стихотворения», Вдребезги – Sönder, Ольга Мяэотс (red. & övers.), Москва: Текст 2007, s. 147–166.
- Ideales en oferta. Poemas selectos, Roberto Mascaró (red. & övers.), Zona Arktis 10, Malmö: Encuentros imaginarios 2010.
- Liquidación de ideales / Idealrealisation. Emilio Quintana (övers.), Poesía. Series minor 2, Granada: El Genio Maligno 2014.
- Erhållit Europa – vilket härmed erkännes. Dikter / Einmal Europa – dankend erhalten. Gedichte, 1926–1930. Klaus-Jürgen Liedtke (utg.), Finnlandschwedische Literatur der Avantgarde 5, Münster: Kleinheinrich 2014.
- (Selv om) Hamlet sa det vakrere. Dikt i utvalg + et knippe prosa, Jan Erik Vold (övers.), F° 256, Oslo: Flamme 2015.